# Bribir (Skradin)
Bribir ist ein Dorf auf dem Gebiet der Stadt Skradin in der Gespanschaft Šibenik-Knin im Süden Kroatiens. Es liegt im dalmatinischen Hinterland 14 km nordwestlich von Skradin und 30 km nördlich von Šibenik auf 180 m Höhe und hat 89 Einwohner (Stand 2021). Neben dem Dorf, auf einem Hochplateau, befindet sich ein bekannter spätmittelalterlicher Ort namens Bribirska glavica.

## Geschichte
In antiken illyrischen Zeiten gegründet, entwickelte die Siedlung sich später als Varvaria, ein römisches Municipium. Die Kroaten besiedelten die Ruinen des Municipiums im 7. Jahrhundert und nannten sie Bribir.
Im 13. und 14. Jahrhundert hatte die damals mächtigste kroatische Adelsfamilie Šubić ihren Sitz in Bribir. Die Mitglieder der Familie trugen den Titel Fürsten von Bribir und wurden die Bane von Kroatien. Sie bauten einen Palast auf der Bribirska glavica, einem idealen Platz, von dem aus man die Kontrolle über das umliegenden Gebiet ausüben konnte. Heute sind nur die Fundamente des Palastes erhalten.